# Gonypetella kilimandjarica hyaloptera
Gonypetella kilimandjarica hyaloptera es una subespecie de mantis de la familia Mantidae.

## Distribución geográfica
Se encuentra en Tanzania.